# San Andrés Cuauhtempan
San Andrés Cuauhtempan es una localidad del estado mexicano de Morelos. Es parte del municipio de Tlayacapan.

## Toponimia
El nombre «San Andrés» hace referencia al santo patrono de la localidad: Andrés el Apóstol. El nombre «Cuauhtempan» proviene de los términos en náhuatl: cuahuitl, árbol; tentli, labios u orilla; pan, locativo. Su significado es «En el borde del bosque».

## Demografía
| Gráfica de evolución demográfica |
|                                  |

| Censo | Población |
| ----- | --------- |
| 1900  | 259       |
| 1910  | 297       |
| 1921  | 165       |
| 1930  | 227       |
| 1940  | 279       |
| 1950  | 344       |
| 1960  | 418       |
| 1970  | 657       |
| 1980  | 864       |
| 1990  | 770       |
| 2000  | 947       |
| 2010  | 1320      |
| 2020  | 1584      |